# ملکه بزرگ

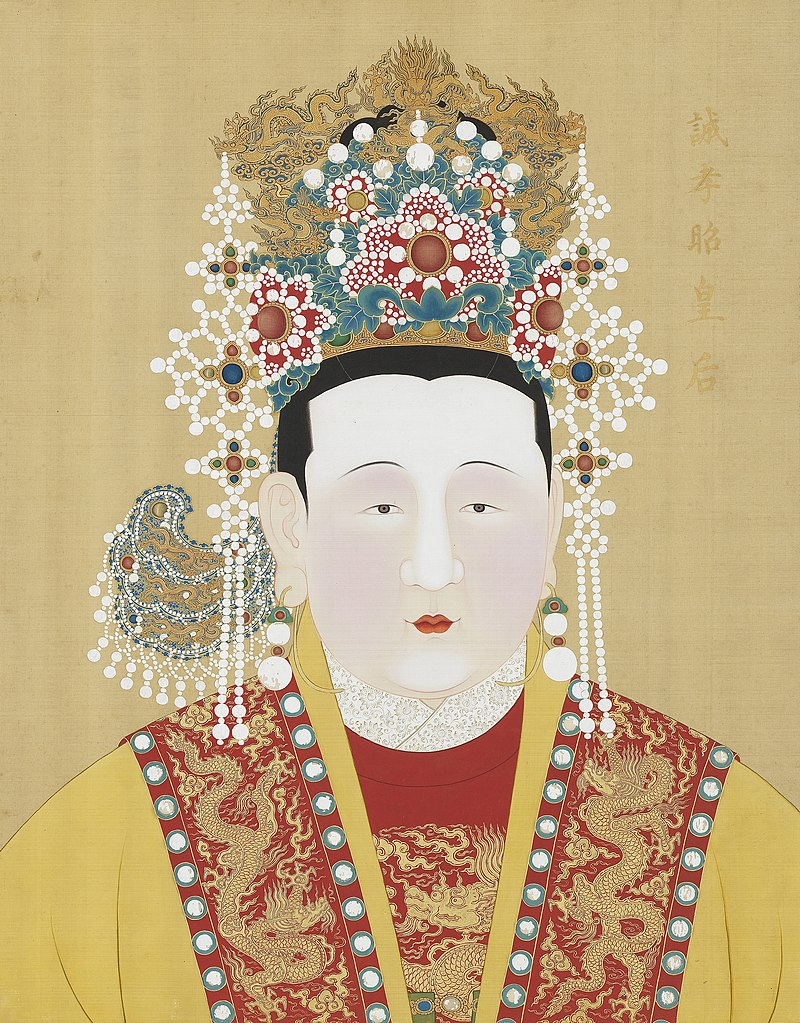
ملکه بزرگ چنگ ژیائو زائو

ملکه بزرگ (انگلیسی: Grand empress dowager) یا ملکه مادر بزرگ، در زبان ژاپنی تایکو دایکو (به ژاپنی: 太皇太后)، عنوانی بود که به مادربزرگ، یا زنی از همان نسل، امپراتور چین،  امپراتور ژاپن، امپراتور کره ای یا ویتنامی در حوزه فرهنگی شرق آسیا داده می‌شد.